# 社会契約論
『社会契約論』（しゃかいけいやくろん、仏: Du Contrat Social ou Principes du droit politique, 社会契約について、もしくは政治的権利の原理）は、思想家ジャン＝ジャック・ルソーによって執筆され、1762年にフランスで公刊された政治哲学の著作である。古くは『民約論』とも訳した。「一般意志」というルソーの造語を世に送り出した書として有名である。

## 背景
1743年から1744年にかけてヴェネツィアでフランス大使の秘書官として勤務していたルソーは、ヴェネツィア共和国の問題から着想を得て『政治制度論』を構想する。これは未完であるが、本書『社会契約論』はその一部として出版された。
ルソーはフランスで音楽活動を行いながら文明社会への問題意識を深め、1750年に『学問芸術論』、1755年に『人間不平等起源論』を発表して、文明社会における人間の徳の退廃や私的所有に由来する不平等を指摘している。
自然状態から社会の成立原理を明らかにして、人民主権など民主主義理論に基づく社会契約説を説く内容であったので、出版後は王権神授説を支持する絶対王政期のフランス王国やカトリック教会が激しく反発し、出版禁止や逮捕令などでルソーは弾圧を受けた。その後、フランス革命に大きな影響を与えた。

## 構成
- 第1篇 - 自然状態、社会状態、社会契約の本質的諸条件
  - 第1章 - 第1篇の主題
  - 第2章 - 最初の社会について
  - 第3章 - 最も強いものの権利について
  - 第4章 - 奴隷状態について
  - 第5章 - つねに最初の約束にさかのぼらねばならないこと
  - 第6章 - 社会契約について
  - 第7章 - 主権者について
  - 第8章 - 社会状態について
  - 第9章 - 土地支配権について
- 第2篇 - 立法
  - 第1章 - 主権は譲りわたすことができないこと
  - 第2章 - 主権は分割できないこと
  - 第3章 - 一般意志は誤ることができるか
  - 第4章 - 主権の限界について
  - 第5章 - 生と死の権利について
  - 第6章 - 法について
  - 第7章 - 立法者について
  - 第8章 - 人民について
  - 第9章 - 人民について（つづき）
  - 第10章 - 人民について（つづき）
  - 第11章 - 立法の種々の体系について
  - 第12章 - 法の分割
- 第3篇 - 政府の形態
  - 第1章 - 政府一般について
  - 第2章 - 政府のさまざまの形態をつくる原理について
  - 第3章 - 政府の分類
  - 第4章 - 民主政について
  - 第5章 - 貴族政について
  - 第6章 - 君主政について
  - 第7章 - 混合政について
  - 第8章 - すべての統治形態は，すべての国家に適合するものではないこと
  - 第9章 - よい政府の特徴について　
  - 第10章 - 政府の悪弊とその堕落の傾向について
  - 第11章 - 政治体の死について
  - 第12章 - 主権はどうして維持されるか
  - 第13章 - 主権はどうして維持されるか（つづき）
  - 第14章 - 主権はどうして維持されるか（つづき）
  - 第15章 - 代議士または代表者
  - 第16章 - 政府の設立は決して契約ではないこと
  - 第17章 - 政府の設立について
  - 第18章 - 政府の越権を防ぐ手段
- 第4篇 - 国家の体制
  - 第1章 - 一般意志は破壊できないこと
  - 第2章 - 投票について
  - 第3章 - 選挙について
  - 第4章 - ローマの民会について
  - 第5章 - 護民府について
  - 第6章 - 独裁について
  - 第7章 - 監察について
  - 第8章 - 市民の宗教について
  - 第9章 - 結論

## 内容
ルソーは人間の本性を、自由意思を持つものとして考え始める。自然状態（ルソーは「相互的孤立」の状態と称した。）では各個人は独立した存在として自己の欲求を充足させるために行動し、生存の障害が発生すればその解決のために各個人同士で協力関係を求める。こうして生じる個々人の約束は社会契約の概念として把握される。社会契約の枠組みに従って国家が正当化されるためには、人間の自由な意思が社会契約の中で保障されていなければならず、本書では個人のための国家の在り方を論じている。
社会における全ての構成員が各人の身体と財産を保護するためには、各人が持つ財産や身体などを含む権利の全てを共同体に譲渡することを論じる。人びとが権利を全面的譲渡することで、単一な人格とそれに由来する意思を持つ国家が出現すると考えられる。国家の意思をルソーは「一般意思」と呼んでおり、これは共同体の人民が市民として各人の合意で形成したものであり、直接民主制により主権が行使されるべきである（間接民主制は議員を選挙する間だけの自由であり、選挙が終われば奴隷となるとして、ルソーはイギリス議会を批判している）。それと同時に、一般意思が決定されてからは臣民として絶対服従しなければならない。なぜならば一般意思とは、各個人の私的利益を求める特殊意思とは反対に、公共利益を指向するものであるからである。したがって一般意思をもたらす人民は、主権者として見直すことが可能となる。
しかし、人民主権の理念を具体化するためには、多くの実際的問題が認められる。人民は主権者であり、一般意思が公共の利益を指向するとしても、人民の決議が常に正しいとは限らない。人民全員が参政することは非現実的であるばかりでなく、非効率でもある。そこで人民に法を与える立法者の役割が導入される。立法者は制度や習俗を構築することで共同体を構築する。さらに、人民の習俗が維持するための監察官を用意することで、社会契約や法の絶対性を教義とする市民宗教を教育し、共同体を維持する。

## 日本語訳書
- 戎雅屈・蘆騒（ジャン・ジャック・ルーソー）『民約論』服部徳 訳、田中弘義 閲、有村壮一 蔵版、1877年12月。NDLJP:783743。
- 戎雅屈・婁騒（ジャン・ジャック・ルーソー）『民約訳解』 第1巻、中江篤介 訳解、仏学塾出版局、1882年10月。NDLJP:783742。
- 戎雅屈・婁騒（ジャン・ジャック・ルーソー）『民約論覆義』原田潜 訳、春陽堂、1883年2月。NDLJP:1901942。
- ルウソー『ルウソー民約論』藤田浪人 訳、新鋭堂書店、1919年10月25日。NDLJP:955685。
- ジャン・ジャック・ルソー『民約論』市村光恵・森口繁治 訳、有斐閣、1920年10月20日。NDLJP:960642。
  - ジャン・ジャック・ルソー『民約論』市村光恵・森口繁治 訳（増訂再版）、有斐閣、1921年2月5日。NDLJP:960643。
  - ジャン・ジャック・ルソー『民約論』市村光恵・森口繁治 共訳並評註（4版）、有斐閣、1926年。NDLJP:1874908。
- ルーソオ『民約論』平林初之輔 訳、人文会出版部〈世界名著叢書 第1〉、1925年3月27日。NDLJP:1018432。
- ルソウ『社会契約論』河原万吉 訳、万有文庫刊行会〈万有文庫 第6巻〉、1927年。NDLJP:1180536。
- ルソオ『世界大思想全集 第7 ノーヴァム・オルガヌム 方法通説 民約論』加藤一夫 訳、春秋社、1927年。NDLJP:1873446。
- ルソオ『民約論』平林初之輔 訳、岩波書店〈岩波文庫 129-130〉、1927年。NDLJP:1195376。
  - ルソオ『民約論』平林初之輔 訳（岩波文庫復刻版）、一穂社〈名著/古典籍文庫〉、2005年。ISBN 4-86181-110-4。 - 岩波書店1936年刊 (第10刷) を原本としたオンデマンド版。
- ルーソー『社会契約論　政治的権利の諸原則』井伊玄太郎 訳、霞書房、1947年。NDLJP:2982225。
- ルゥソー『民約論』根津憲三 訳（再版）、春秋社〈大思想選書〉、1949年。NDLJP:2982134。
- ルゥソー 著、ダイジェスト・シリーズ刊行会 編『民約論　ルソーの人と論旨』ジープ社〈ダイジェスト・シリーズ 第29〉、1950年。NDLJP:2982133。
- ルソー『社会契約論』桑原武夫・前川貞次郎 訳、岩波書店〈岩波文庫 青623-3〉、1954年12月25日。ISBN 4-00-336233-0。NDLJP:2982186。
- ルソー『社会契約論』平岡昇・根岸国孝 訳、角川書店〈角川文庫〉、1965年。NDLJP:2982267。
- ルソー『社会契約論 - 世界の名著30 ルソー』井上幸治 訳、中央公論社〈世界の名著〉、1966年。
  - ルソー『社会契約論』井上幸治 訳、中央公論社〈中公文庫〉、1974年12月25日。ISBN 978-4-12-200166-4。
  - ルソー『社会契約論 - 世界の名著36 ルソー』井上幸治 訳、中央公論社〈中公バックス〉、1978年。
  - ルソー『人間不平等起原論　社会契約論』小林善彦・井上幸治 訳、中央公論新社〈中公クラシックス〉、2005年6月10日。ISBN 978-4-12-160079-0。
- ルソー「社会契約論――または政治的権利の諸原理・社会契約論または共和国の形態についての試論（初稿）」『ルソー全集 第5巻』作田啓一 訳、白水社、1979年8月。ISBN 978-4-560-02050-0。
  - ルソー「社会契約論・社会契約論または共和国の形態についての試論」『ルソー選集 第7巻』作田啓一 訳、白水社、1986年10月。ISBN 4-560-02271-2。
  - ルソー『社会契約論・人間不平等起源論』作田啓一・原好男 訳、白水社〈イデー選書〉、1991年1月。ISBN 4-560-01888-X。
  - ルソー『社会契約論』作田啓一 訳、白水社〈白水Uブックス 1117〉、2010年9月。ISBN 978-4-560-72117-9。 - 収録：「社会契約論」、「社会契約論または共和国の形態についての試論（初稿）」、川出良枝解説。
- ルソー『社会契約論　ジュネーヴ草稿』中山元 訳、光文社〈古典新訳文庫〉、2008年9月。ISBN 978-4-334-75167-8。